# Coupe du Liechtenstein de football 2018-2019
Navigation
Édition précédente Édition suivante
La coupe du Liechtenstein 2018-2019 de football est la 74e édition de la Coupe nationale de football, la seule compétition nationale du pays en l'absence de championnat. Le vainqueur de la compétition se qualifie pour le premier tour préliminaire de la Ligue Europa 2019-2020. Elle débute le 21 août 2018 et se conclut le 2 mai 2019, jour de la finale disputée au Rheinpark Stadion de Vaduz. Les sept équipes premières du pays ainsi que plusieurs équipes réserves de ces clubs, soit quinze équipes au total, s'affrontent dans des tours à élimination directe.
Pour la septième année consécutive, le FC Vaduz remporte la compétition. Le club s'impose en finale cette saison face au Football Club Ruggell sur le score de trois buts à deux. Ce succès lui permet de participer au premier tour de la Ligue Europa la saison suivante.

## Premier tour
Le premier tour concerne les équipes réserves ainsi que le FC Triesenberg.
| Date         | Équipe 1          | Résultat | Équipe 2             |
| ------------ | ----------------- | -------- | -------------------- |
| 21 août 2018 | FC Triesenberg    | 4 - 1    | FC Balzers II        |
| 22 août 2018 | FC Schaan II      | 0 - 3    | FC Ruggell II        |
| 28 août 2018 | FC Triesenberg II | 1 - 2    | USV Eschen/Mauren II |

## Deuxième tour
Le deuxième tour voit l'entrée en lice du FC Schaan, du FC Balzers III, de l'USV Eschen/Mauren III, du FC Triesen et de son équipe réserve.
| Date              | Équipe 1              | Résultat | Équipe 2             |
| ----------------- | --------------------- | -------- | -------------------- |
| 12 septembre 2018 | FC Triesen            | 0 - 1    | USV Eschen/Mauren II |
| 25 septembre 2018 | FC Triesen II         | 1 - 5    | FC Schaan            |
| 25 septembre 2018 | USV Eschen/Mauren III | 0 - 4    | FC Triesenberg       |
| 25 septembre 2018 | FC Ruggell II         | 4 - 1    | FC Balzers III       |

## Quarts de finale
Les quatre meilleures équipes du pays (FC Vaduz, FC Balzers, USV Eschen/Mauren et FC Ruggell) entrent en lice en quarts de finale.
| Date            | Équipe 1             | Résultat | Équipe 2          |
| --------------- | -------------------- | -------- | ----------------- |
| 23 octobre 2018 | FC Triesenberg       | 1 - 5    | USV Eschen/Mauren |
| 23 octobre 2018 | FC Ruggell II        | 0 - 3    | FC Schaan         |
| 24 octobre 2018 | USV Eschen/Mauren II | 1 - 5    | FC Ruggell        |
| 7 novembre 2018 | FC Balzers           | 1 - 2    | FC Vaduz          |

## Demi-finales
| Date         | Équipe 1          | Résultat | Équipe 2   |
| ------------ | ----------------- | -------- | ---------- |
| 9 avril 2019 | USV Eschen/Mauren | 0 - 1    | FC Vaduz   |
| 9 avril 2019 | FC Schaan         | 0 - 1    | FC Ruggell |

## Finale
| 1er mai 2019 | FC Vaduz                                                        | 3 - 2 | FC Ruggell                | Rheinpark Stadion, Vaduz                       |                                                |
| 17:00        | Sandro Wieser 36e · Mohamed Coulibaly 52e · Berkay Sülüngöz 77e |       | 45e Kollmann · 86e Zeciri | Spectateurs : 675 Arbitrage : Alessandro Dudic | Spectateurs : 675 Arbitrage : Alessandro Dudic |
| 17:00        | (Rapport)                                                       |       |                           | Spectateurs : 675 Arbitrage : Alessandro Dudic | Spectateurs : 675 Arbitrage : Alessandro Dudic |

- Le FC Vaduz se qualifie pour la Ligue Europa 2019-2020.